# Bean nighe
Bean-nighe (gaélico escocés para “lavandera”) es un espíritu femenino en la mitología escocesa, considerada como un presagio de muerte y una mensajera del Otro Mundo. Se trata de un tipo de ban-sìth (mujer hada) que frecuenta riachuelos desolados y lava la ropa de los que están a punto de morir. 

## Leyendas
La Bean-nighe, también conocida como “lavandera” o “lavandera en el vado”, se puede ver en lugares solitarios junto a arroyos o estanques, lavando la sangre de la ropa blanca y mortajas de aquellos próximos a morir. Sus características dependen de la localidad, y diferentes tradiciones le atribuyen el poder de impartir conocimiento o conceder deseos a los que se le acerquen con precaución. Se dice que las mnathannighe (el plural de bean-nighe) son espíritus de mujeres que murieron dando a luz y que están condenadas a realizar sus tareas hasta el día en que, por circunstancias naturales, sus vidas hubieran terminado. También se cree que este destino se puede evitar si se lava toda la ropa de la mujer fallecida; de lo contrario, tendrá que finalizar esta tarea después de su muerte.
En las islas de Mull y Tiree se dice que tiene unos pechos excesivamente caídos que entorpecen su labor, así que los arroja por encima de sus hombros y los deja colgando en su espalda. Aquellos que la vean no deben girarse, sino acercarse sigilosamente por detrás para que no se de cuenta. Entonces, deben agarrar uno de sus pechos, introducírselo en la boca y decir ser su hijo adoptivo. Solo entonces, ella tendrá que revelarle cualquier información que desee. Si dice que la ropa que estaba lavando pertenece a un enemigo, puede permitirle continuar, pero si la ropa es suya o de alguno de sus amigos, puede impedirle completar la tarea y evitar su destino.
En la isla de Skye se dice que la lavandera está de cuclillas, como un “pequeño niño miserable”. Si alguien la captura, ella debe revelarle su destino final y responder a todas sus preguntas, pero, a cambio, esa persona tendrá que responder honestamente a todas las suyas. Sin embargo, si es la lavandera quien ve al sujeto primero, éste perderá el uso de sus extremidades.
En el condado de Perth se la describe como pequeña, rechoncha y vestida de verde y se la puede capturar interponiéndose entre ella y el arroyo.
Se dice que la lavandera a veces entona un canto fúnebre, lamentándose mientras lava la ropa de alguien que está a punto de sufrir una repentina muerte violenta. A menudo se ve tan concentrada en sus tareas de lavado y en cantar que se puede capturar; además, si alguien consigue sujetarla y mantenerla quieta tras aproximarse con sigilo, le revelará la identidad de la persona que está a punto de morir y le concederá 3 deseos. Se dice que puede poseer varios defectos físicos como que solo cuenta con un orificio nasal, unas paletas protuberantes y unos pies enrojecidos y palmeados.
Una leyenda popular de las Tierras Altas de Escocia, relacionada con el lavado de las mortajas, se refiere también a la llamada “Sirena del Lago Slin”. Un sábado por la mañana, una doncella procedente de Cromarty caminaba a los pies de este lago y, después de girar en una esquina, vio a una mujer alta erguida en el agua “golpeando claes” (pronunciación local de “clothes”, ropa) contra una piedra con una maza. En un prado cercano vio más de treinta blusones y camisas manchadas de sangre y, justo después de este suceso, el techo de la Abadía de Fearn se vino abajo durante la eucaristía sepultando a la congregación, lo que causó 36 víctimas mortales.
Existe otra leyenda, recopilada por Alexander Carmichael en “Carmina Gadelica, Vol.II”, que cuenta la historia de “Guille-cas-fliuch”, quien una noche se encontró con la bean-nighe, lavando y frotando su ropa mientras gemía y se lamentaba. La agarró del brazo y le hizo prometer que le concedería tres deseos, de los cuales uno fue preguntar de quién era el sudario que estaba lavando, a lo que ella respondió que era de Great Clanranald of the Isles. Gill-cas-fliuch tiró inmediatamente la mortaja al río y fue a contárselo a Clanranald. Al final, este último se fue de la isla a través del lago hasta llegar a tierra firme y no regresó nunca más.

## Etimología
Tanto el “bean sídhe” irlandés como el “ban-sìth” gaélico escocés (cuyo significado es el mismo: “mujer de la colina”, “hada” o “mujer de la paz”) derivan del irlandés antiguo “ben síde”, “mujer hada”: bean: mujer y sídhe: genitivo de “hada”.
En gaélico escocés, ban-sìth(e) también se dice bean-shìth(e). Sìth en gaélico escocés (síd en irlandés antiguo, también significa “paz”), y daoine-sìth (en irlandés, daoine sídhe) se refiere a las hadas– la (gente de paz). Sídhe, dentro de sus variantes ortográficas, hace referencia al sídhe (colina) donde estos seres habitan.